# The Midnight Sun
"The Midnight Sun" is een aflevering van de Amerikaanse televisieserie The Twilight Zone. Het scenario werd geschreven door Rod Serling.

## Plot

### Opening
De aflevering begint in een appartementencomplex. Hier ziet men kunstenares Norma. Ze heeft het duidelijk moeilijk en kan niet uit haar woorden komen. Vervolgens begint de vertelstem van Rod Serling:

The word that Mrs. Bronson is unable to put into the hot, still, sodden air is 'doomed,' because the people you've just seen have been handed a death sentence. One month ago, the Earth suddenly changed its elliptical orbit and in doing so began to follow a path which gradually, moment by moment, day by day, took it closer to the sun. And all of man's little devices to stir up the air are now no longer luxuries - they happen to be pitiful and panicky keys to survival. The time is five minutes to twelve, midnight. There is no more darkness. The place is New York City and this is the eve of the end, because even at midnight it's high noon, the hottest day in history, and you're about to spend it in the Twilight Zone.

### Verhaal
De aarde en alle levende wezens die erop wonen zijn verloren. Om een of andere reden is de aarde losgebroken uit haar baan rond de zon en gaat nu recht op de zon af. Spoedig zal de hitte ondraaglijk worden.
Centraal in de aflevering staan kunstenares Norma en haar huisbazin Mrs. Bronson. Zij zijn als enige over in het appartementencomplex, terwijl de meeste mensen naar de noord- of zuidpool zijn gevlucht in de hoop hun lot nog even uit te stellen. Ze proberen elkaar gezelschap te houden terwijl overleven steeds zwaarder wordt. Uiteindelijk sterft Mrs. Bronson aan de hitte, terwijl de thermometer knapt. Norma schreeuwt het uit en valt ook flauw.
Dan ontwaakt Norma in een appartement. Buiten is het donker en sneeuwt het. Alles bleek slechts een nachtmerrie te zijn als gevolg van een hoge koorts. Maar de werkelijkheid is al niet veel beter: de aarde is ook in werkelijkheid losgebroken uit haar baan om de zon, maar in plaats van naar de zon toe te vliegen, vliegt ze erbij vandaan. Derhalve zal spoedig alles bevriezen.

### Slot
The poles of fear, the extremes of how the Earth might conceivably be doomed. Minor exercise in the care and feeding of a nightmare, respectfully submitted by all the thermometer-watchers in the Twilight Zone.
— Rod Serling

## Rolverdeling
- Lois Nettleton: Norma
- Betty Garde: Mrs. Bronson
- Tom Reese: de indringer
- William Keene: dokter
- Jason Wingreen: Mr. Shuster
- Juney Ellis: Mrs. Shuster

## Ontbrekende scènes
Oorspronkelijk bevatte het scenario nog twee scènes, met hierin twee extra personages: een monteur en een agent. De acteurs voor deze personages waren al ingehuurd toen besloten werd de scènes eruit te laten. Ned Glass zou de rol van de monteur gaan spelen. In zijn scène zou hij de koelkast van Mrs. Bronson komen repareren en van haar eisen dat ze cash betaalt omdat hij en zijn collega's overuren draaien door de hitte. John McLiam was gecast voor de agent. In zijn scène zou hij Mrs. Bronson en Norma komen vertellen dat het politiekorps in hun stad opgeheven ging worden door de hitte. Tevens zou hij de twee zijn dienstpistool geven ter bescherming tegen eventuele overvallers, maar vooral zodat de twee dames een einde aan hun leven kunnen maken voordat ze een langzame dood sterven door de hitte.